# Hong Kong Stock Exchange
Hong Kong Stock Exchange (w skrócie HKSE lub SEHK; chiń. 香港交易所; pinyin Xiānggǎng Jiāoyìsuǒ, pol. Giełda Papierów Wartościowych w Hongkongu) – giełda papierów wartościowych z siedzibą w Hongkongu. Jedna z największych giełd świata, jej kapitalizacja wynosi ponad 10 bilionów dolarów Hongkongu (1,3 biliona dolarów amerykańskich).
Podstawowym indeksem akcji spółek notowanych na giełdzie w Hongkongu jest Hang Seng Index.